# Codex Bamberg
El Codex Bamberg o Còdex de Bamberg (Bamberg, Staatsbibliothek, Lit.115) és un manuscrit que conté dos tractats sobre teoria musical i un gran recull de polifonia francesa del segle xiii. Sembla que procedeix de París. En l'actualitat es conserva a la Biblioteca Estatal de Bamberg d'Alemanya sota la denominació de Lit.115.

## Descripció
Aquest còdex està enquadernat en pell de color de vori amb lletres daurades brodades. Conté 80 folis de pergamí de 26,3 × 18,6 cm i el bloc escrit ocupa 18,7 × 13,6 cm. El document s'estructura en deu quaternions o grups de fulls doblegats, i presenta nombres aràbics escrits amb llapis al cantó superior dret de cada pàgina. Pel que fa als escribes, es percep la mateixa mà musical per als folis de l'1 al 64v i la mateixa mà textual per als fulls de l'1 al 62v. N'hi ha diferents mans en la segona secció.
El còdex es relaciona sobretot amb la notació franconiana, tot i que inclou motets. Això evidencia la popularitat de la música profana cap a la fi del segle xiii i també el fet que la música s'estava tornant més accessible a la gent comuna, molts dels quals mai no aprengueren a parlar llatí més enllà de recitar-lo en el culte religiós.
Tot això concorda amb el fet que el Còdex Montpeller continga també moltes cançons seculars en el seu recull, i això fa palesa la dimensió d'aquest fenomen, sense limitar-lo a una sola escola musical de l'època. Alguns aspectes del manuscrit, com ara la retallada i el colorit de les pàgines, el format del text i el grau de deterioració, apunten que el còdex es va compilar de manera que permetés interpretar les cançons sense assaig previ.

## Contingut
El contingut del manuscrit pot dividir-se en aquests quatre fascicles (els dos fulls de paper sense numerar no pertanyen al corpus del còdex):
- Fascicle 1: Foli 1 – 62
- Fascicle 2: Foli 62' – 64'
- Fascicle 3: Foli 65 – 79'
- Fascicle 4: Foli 80 – 80'

El fascicle 1 recull 100 motets dobles: 44 de llatins, 47 de francesos i 9 de llatins macarrònics, que apareixen per ordre alfabètic segons el començament del motet, i dins de cada lletra l'ordre és llatí / francés / llatí o llatí macarrònic. Els motets dobles s'anoten en columnes.
El fascicle 2 replega vuit peces en notació de partitura: el conductus Deus in adutorium i set clàusules.
El fascicle 3 replega el tractat en llatí anomenat Practica artis musicae, escrit pel teòric musical Amerus.
El fascicle 4, que tanca el còdex, conté dos tonaris: els motets a dues veus Anima redemptoris i Dulcis Ihesus memoria dat vera, que s'hi afegiren després.

## Les obres musicals
El Còdex de Bamberg recull 100 motets dobles, que són peces a tres veus amb dues línies de contrapunt sobre un cantus firmus. Dels motets replegats en el manuscrit, 44 tenen textos llatins; 47 de francesos; i 9 estan en llatí macarrònic. Després d'aquest grup de motets, hi ha un conductus i una sèrie de 7 hoquetus. La notació musical és semblant a la que es fa servir en el Còdex de Montpeller, tot i que s'hi evidencien alguns avanços en la claredat de la notació. Aquests motets degueren ser composts entre el 1260 i el 1290, i solen tenir un estil relacionat amb Franco de Colònia.
La majoria d'aquests motets estan escrits a tres veus, i això significa que tenen tres parts diferents en la música escrita. El còdex conté més de 100 motets d'aquesta mena: 44 contenen textos en llatí, 47 en francés i 9 en llatí macarrònic barrejat amb francés. Només hi ha un motet en el còdex amb quatre parts vocals, la resta en té tres parts. Tots els motets del Còdex de Bamberg són polifònics i politextuals.
Després de la secció dels motets, n'hi ha un conductus i 7 hoquetus. El conductus és una mena de peça vocal sacra, però no pas litúrgica, per a una o més veus. L'hoquetus és una tècnica compositiva rítmica lineal, que aplica la diferenciació de certs elements rítmics i d'escala. En la pràctica medieval de l'hoquetus, una sola melodia sol ser compartida entre dues veus, de manera que una veu sona mentre l'altra descansa i aquesta acció s'alterna.

### Llista d'obres
Aquesta llista recull algunes obres del còdex amb els títols originals, no traduïts.
1. Je ne chant pas / Talens m'est pris de chanter / Aptatur / Omnes (4 veus)
2. Ave, Virgo regia / Ave, plena gracie / Fiat (2 veus, fídula, arpa)
3. In seculum breu (2 fídules, dulcimer, arpa)
4. Entre Adan et Henequel / Chief bien seans / Aptatur (3 veus)
5. Ave, plena gracie / Salve, Virgo regia / Aptatur (2 veus, flauta dolça, fídula, arpa, llaüt)
6. Neuma (flauta dolça, trompa, fídula, arpa)
7. Ave, in styrpe spinosa / Ave, gloriosa / Manere (3 veus)
8. El mois de mai / Des debent / Kyrie (3 veus)
9. In seculum viellatoris (3 fídules)
10. Mout em fu griès / In omni frate tuo / In seculum (3 veus)
11. Entre Copin / Je me cuidoie / Bele Ysabelot (3 veus)
12. Virgo (2 fídules, dulcimer, arpa)
13. Pouvre secours / Gaude chorus / Angelus (3 veus)
14. Chorus Innocencium / In Bethleem / In Bethleem (2 veus, fídula, percussió)
15. In seculum d'Amiens breve (flauta dolça, 2 fídules, llaüt)
16. O Maria, Virgo davitica / O Maria, maris stella / Misit Dominus (2 veus, flauta dolça, 2 fídules)
17. Miranda / Salve, mater / Kyrie (7 veus)
18. In seculum longum (flauta dolça, 2 fídules)
19. Agmina milicie / Agmina milicie / Agmina (3 veus)
20. Quant flourist / Non orphanum / Et gaudebit (4 veus)
21. In seculum d'Amiens longum (flauta dolça, fídula, arpa)
22. Me tu griès II / Robins m'aime / Portare (3 veus)
23. Or voi je bien / Eximium / Virgo (2 veus, fídula, arpa)
24. Ave, Virgo regia / Ave, gloriosa / Domino (3 veus)
25. Mors que stimulo / Mors morsu / Mors (6 veus)

## Els tractats
El còdex conté, a més a més, dos tractats, un d'un autor anònim i l'altre de l'anglés Amerus. Aquest tractat, Practica artis musice, tenia com a objectiu explicar els sistemes de notació, i parlar de la polifonia. Sembla  que l'obra d'Amerus es troba entre els primers tractats d'Itàlia que empren la notació rítmica. Les tècniques que s'utilitzaren per a la major part de la composició dels motets i cançons incloïen pràctiques bàsiques de l'època dels motets medievals del segle xiii. Això comprenia l'ús de modes rítmics i una forma primerenca de pentagrama, que proporcionà una base per a determinar l'altura musical exacta així com un acostament al pentagrama actual.

## Rellevància
Aquesta obra conté un notable recull de motets del segle xiii; dona una font de material de gran importància històrica i musicològica: ofereix una base de dades compacta de la música medieval. No sols mostra l'avanç de la música tant en complexitat com en notació, sinó també la difusió de la música profana pels escrits d'Amerus. Tant el Codex Bamberg com la percepció sobre l'origen i procedència del manuscrit continuen sent objecte de discussió, ja que alguns assenyalen que hi ha més motets francesos que llatins en la compilació, com a prova que pertany al repertori francés.

## Discografia
- 1990 – Joculatores Upsalienses. De Fyra Arstiderna, The Four Seasons (BIS). Conté peces del Codex Bamberg, Alfons X el Savi, Cançoner del duc de Calàbria (anònim).
- 1999 – The Saracen and the Dove. Music from the Courts of Padua and Pavia. Orlando Consort (PolyGram). Conté peces del Codex Bamberg i de Bartolino da Padova, Anthonello da Caserta, Johannes Ciconia, Antonio Zacara da Teramo et al.
- 2001 – La Camerata de Paris. Moyen Age (musique instrumentale du moyen âge). Elena Polonska, Isabelle Quellier et al. (Gall). Conté peces del Codex Bamberg i d'Audefroi le Bastart, Codex Faenza, Alfons X, Gace Brule Guillaume de Machaut et al.
- 2003 – Ave Mater, o Maria! Dekameron (Dux Recording Prod). Conté peces del Codex Bamberg, Còdex Montpeller, Alfons X, Reinmar von Zweter et al.
- 2003 – Monastic Chant. 12th and 13th C. European Sacred Music. Theatre of Voices, Paul Hillier. (Harmonia Mundi). Conté peces del Codex Bamberg, Codex Faenza, Codex Ivrea, Còdex Montpeller, Codex Rossi, Johannes Ciconia, Leonin, Guillaume de Machaut, Giovanni da Firenze et al.
- 2004 – Codex Bamberg. Ensemble Chominciamento di Gioia, Luigi Taglioni.
- 2004 – Tempus Fugit. Chants sacré, Nebbiu, (Long Distance France).
- 2006 – The Rose, the Lily & the Whortleberry. Medieval Gardens in Music, Orlando Consort, Donald Greig, Robert MacDonald (Harmonia Mundi). Conté peces del Codex Bamberg i d'Alexander Agricola, Jacques Arcadelt, Antoine Brumel, Crapentras, Rodrigo de Ceballos, Clemens non Papa, Thomas Crecquillon, Walter Frye, Nicolas Gombert, Francisco Guerrero, Johannes Lupi, Guillaume de Machaut, Gabriel Mena, i Dominique Phinot.
- 2008 – Face of a Woman. Tales of remarkable women throughout the centuries. Tapestry: Darrick Yee, Sarah Freiberg, Cristi Catt, Laurie Monahan (MD&G Records). Conté peces del Codex Bamberg i de Beatriu de Dia, Dom Dinis, Hildegarda de Bingen, Marcos Drieger, Raban Maur, Serguei Rakhmàninov et al.